# Most kolejowy w Wiśle
Most kolejowy nad doliną Łabajowa w Wiśle – żelbetowy most łukowy nad doliną Łabajowa w Wiśle, zlokalizowany  na górskiej linii kolejowej poprowadzonej od Goleszowa. Wykonany został według projektu inżyniera Stanisława Saskiego oraz Tadeusza Mejera w latach 1931-1933 przez firmę Ksawerego Goryanowicza. Most kolejowy został wybudowany pod nadzorem fachowca z dziedziny konstrukcji żelbetowych Jana Gustawa Grycza. Budowa mostu o maksymalnej wysokości filarów 25 metrów prowadzona była przez kierownika robót inżyniera Karola Grelowskiego. Jest jednym z najwyższych wiaduktów kolejowych w kraju..
Decyzją z 5 kwietnia 2024 obiekt wpisano do rejestru zabytków nieruchomych województwa śląskiego (nr rej. A/1371/24).